# Achim Wohlgethan
Achim Wohlgethan (* 1966 in Wolfsburg) ist ein ehemaliger Soldat der deutschen Bundeswehr und Autor mehrerer Bücher.

## Leben
Nach dem Abitur leistete er seinen Grundwehrdienst bei der Panzergrenadiertruppe ab. Danach absolvierte er eine zivile Ausbildung zum Hubschrauberpiloten und kehrte 1995 als Wiedereinsteller und Soldat auf Zeit zur Bundeswehr zurück. Er diente im Fallschirmjägerbataillon 314 in Oldenburg. 2002 und 2003 war er als Stabsunteroffizier im Rahmen der deutschen Beteiligung am Krieg im Afghanistan im Rahmen der International Security Assistance Forcen sechs Monate lang in Afghanistan (2002 in Kabul, 2003 in Kundus) stationiert.
Seine im ersten Afghanistan-Einsatz gewonnenen Eindrücke verarbeitete er zusammen mit seinem Co-Autor Dirk Schulze, einem ehemaligen Presseoffizier der Bundeswehr, zu einem dokumentarischen Bericht, der im Januar 2008 unter dem Titel Endstation Kabul veröffentlicht wurde. Die Bundeswehr wies seine dort publizierte Kritik zurück, es habe Einsätze außerhalb des Mandatsgebietes gegeben. In deren Stellungnahme hieß es, ein einfacher Stabsunteroffizier habe oftmals nicht den notwendigen Überblick über alle Belange. Nach der Bundeswehrzeit lebte er in Wolfsburg als freier Autor und als Sicherheitsberater. Seit 2021 ist er für den Deutschen Bundeswehrverband im Außendienst tätig.

## Werke
- Endstation Kabul. Als deutscher Soldat in Afghanistan – ein Insiderbericht. Econ Verlag, Berlin 2008, ISBN 978-3-430-20043-1
- Operation Kundus. Mein zweiter Einsatz in Afghanistan. Econ Verlag, Berlin 2009, ISBN 978-3-430-20073-8
- Schwarzbuch Bundeswehr: Überfordert, Demoralisiert und im Stich gelassen C. Bertelsmann Verlag, Bielefeld 2010, ISBN 978-3570100622
- mit Martin Specht: Blackbox Bundeswehr. Die 100-Milliarden-Illusion. Was unsere Truppe jetzt wirklich braucht. Econ Verlag, Berlin 2023, ISBN 978-3-430-21093-5